# S/S Götheborg

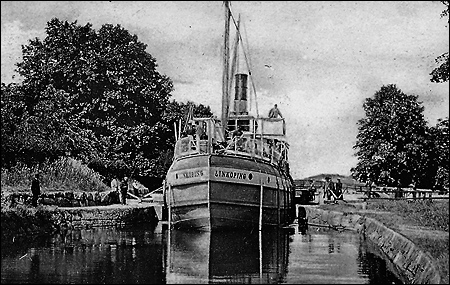
Systerfartyget S/S Westergöthland, här i Nykvarns sluss i Linköping

S/S Götheborg var ett frakt- och passagerarfartyg, som byggdes på Motala varv i Norrköping och levererades till Ångbåtsbolaget Stockholm-Göteborg 1848. Hon var ett av de första propellerfartygen i Sverige.
Fartyget var utrustat med en tvåcylindrig vinkelångmaskin om 50 nominella hk tillverkad vid Motala Verkstad i Motala. Maskintypen, konstruerad av Otto E Carlsund, var i jämförelse med tidigare ångmaskinstyper så bränslesnål att den av sin samtid sågs som imponerande. Fartyget hade plats för 25 passagerare i hytter och 24 i salongen.
S/S Götheborg ersatte först Cometen mellan Stockholm och Norrköping, men sattes samma år in på traden Stockholm-Göteborg via Göta kanal, en resa på tre och en halv dag.
År 1865 såldes Götheborg till André Oscar Wallenberg i Stockholm, omdöptes till Hans Brask och trafikerade traden Stockholm-Linköping. Hon såldes 1875 till Hjo-Stentorps Jernvägs AB i Hjo och namnändrades till Hjo, varefter hon gick i trafik på Vättern på traden Hjo-Hästholmen- Gränna-Visingsö-Jönköping.
År 1881 såldes hon till Köpings Nya Ångbåts AB, omdöptes till Köping och sattes in i nattrafik mellan Köping och Stockholm. Fram till 1895 seglade Götheborg i Mälaren för olika ägare i Köping och Arboga, från 1898 som Arboga II.
Götheborg såldes 1895 till Stockholms Transport- och Bogseringsaktiebolag i Stockholm, förlängdes och breddades på Ekensbergs varv och fick ny ångpanna 1900. Efter att ha varit uthyrd till flottan under andra världskriget och varit omdöpt till Vestmanland 1911, återkom hob till Stockholms Transport- och Bogseringsaktiebolag 1919 och omdöptes då till Fenix och ombyggdes vid Ekensbergs varv.
År 1924 såldes hon till Ångfartygs AB Drottningholm-Fittja i Stockholm, ett företag som namnändrades till Trafik AB Mälaren - Hjälmaren 1925. År 1926 döptes hon till Mälaren och trafikerade därefter traden Stockholm-Köping. Från 1934 gick Götheborg i trafik på Mälaren medStockholm som hemmahamn under andra ägare. Hon skrotades 1951